# Степовое (Степнянский сельский совет)
Степовое (укр. Степове) — село, Степнянский сельский совет, Днепровский район, Днепропетровская область, Украина.
Код КОАТУУ — 1221487001. Население по переписи 2015 года составляло 1385 человек.
Является административным центром Степнянского сельского совета, в который не входят другие населённые пункты.

## Географическое положение
Село Степовое находится на расстоянии в 1 км от села Чумаки.
Рядом проходит автомобильная дорога Т-0405.